# Bar, Montenegro
Bar (serbiska: Бар, italienska: Antivari, albanska: Tivar) är en betydande hamnstad i Montenegro. Från Bar går reguljär färjetrafik till Italien. Norr om centrala Bar ligger den äldre orten Stari Bar ("Gamla Bar"). Folkmängden i centralorten uppgick till 13 586 invånare vid folkräkningen 2011. Hela kommunen Opština Bar hade 42 368 invånare 2011, på en yta av 598 kvadratkilometer.